# Giuseppe Antonio Caccioli
Giuseppe Antonio Caccioli (Bologna, 18 ottobre 1672 – Bologna, 20 luglio 1740) è stato un pittore italiano.

## Storia
Orfano di padre all'età di 3 anni, fu instradato da i suoi tutori a disegnare sin da piccolo benché andasse anche a scuola ad imparare le lettere. Fu in seguito collocato sotto l'assistenza dei fratelli Giuseppe e Antonio Roli che allora stavano dipingendo la volta della chiesa di San Paolo. Il Caccioli dimostrò ben presto una naturale disposizione alla professione di pittore.
Prese in moglie Rosa Teresa Fontana da cui ebbe due figli maschi. Morì all'età di 67 anni e fu sepolto nella sua parrocchia di s. Maria Maggiore.

## Opere

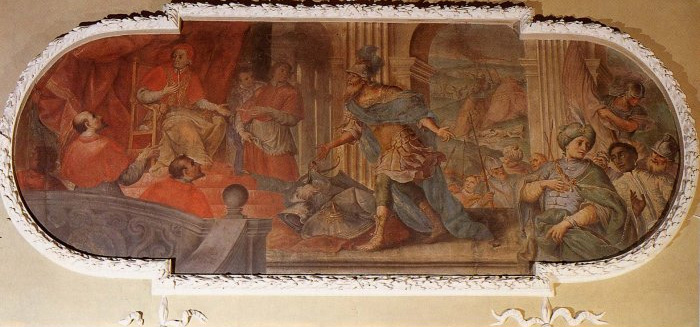
Dipinto di Caccioli raffigurante Mario Scoto e Papa Leone III

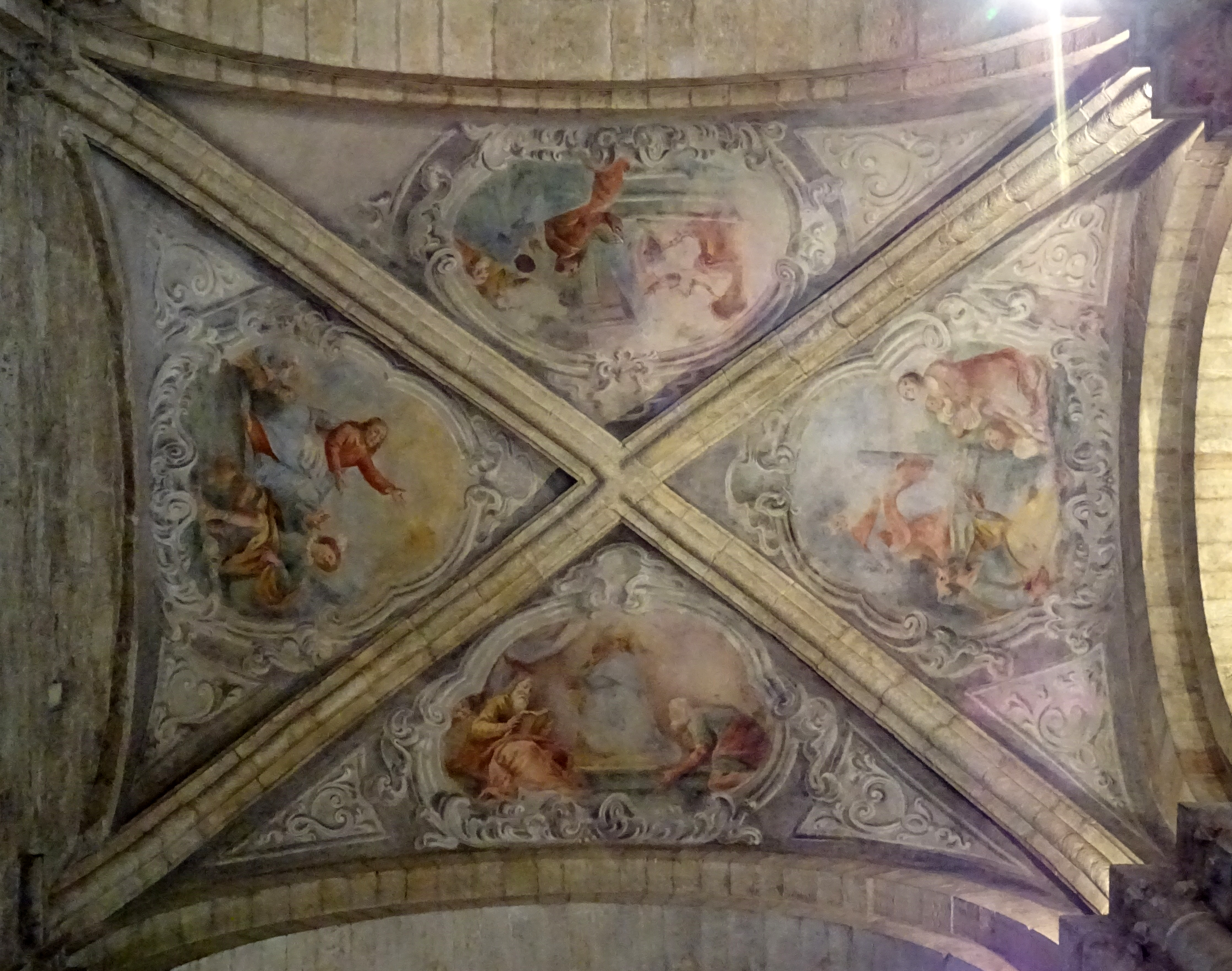
Affreschi di Caccioli nella navata sinistra del duomo di Trento

Dipinse due quadri nella sala del palazzo Marescotti di Bologna. Nel primo quadro in faccia rappresentò Mario Scoto quando restituì nel soglio il pontefice papa Leone III. Nel secondo Galeazzo e Taddeo Marescotti liberano Annibale Bentivoglio dalla Rocca di Varano.
Dipinse il ritratto del Cardinale Raniero creato da papa Lucio II.
Dopo tre anni passati al servizio del Principe Luigi di Baden in Germania insieme a Pietro Francesco Farina, torna a Bologna dove dipinge la facciata interna del foro della mercanzia, una cappella dell'arte de' falegnami, una cappella dell'arte de'notai e la facciata sopra l'altar maggiore nella chiesa di S. Gabriello.
Dopo la morte di Antonio Roli nel 1695, il Caccioli fu prescelto per dipingere la Chiesa di S. Paolo. Da primo fece i quattro angoli, rappresentando le quattro parti del mondo, poi tutta la cupola, il coro, e finalmente le due grandi cappelle laterali. Dipinse ancora tutti gli ovati nella sacrestia con fatti alludenti alla vita di S. Giuseppe ed all'esterno, a fresco, la Sacra Famiglia.
Passò poi a dipingere la Chiesa degli Orfani di S. Bartolomeo di Reno con la beata Vergine della Pioggia.
Dipinse a Trento due navate del Duomo, e tornato a Bologna dipinse a tempera la lunetta della porta del Collegio del Ritiro delle Dame.
Nel 1713 andò a Firenze dove nel palazzo del Senatore Tempi dipinse la gran sala e alcune altre stanze. Tornato a Bologna il 20 maggio 1714 dipinse tutti gli ovati nella sacrestia e nell'atrio dai frati Conventuati di S. Francesco.
Nel 1721 andò ad Asti a dipingere la Chiesa di S. Martino. 
È del 1725 l'affresco con Il miracolo della mula, nella Chiesa di San Francesco a Reggio Emilia. Dei dipinti che eseguì per la facciata della stessa chiesa, nulla rimane, sostituiti prima da altri affreschi e infine da novecenteschi mosaici. 
Tornato definitivamente a Bologna dipinse le stanze nella casa dei signori Giovagnoni, l'oratorio della confraternita della Purità, una cappella di S. Petronio, l'altare nella chiesa di S. Stefano e quello di Maurizi e uno sportello della confraternita della Carità.